# Arnold Krieger

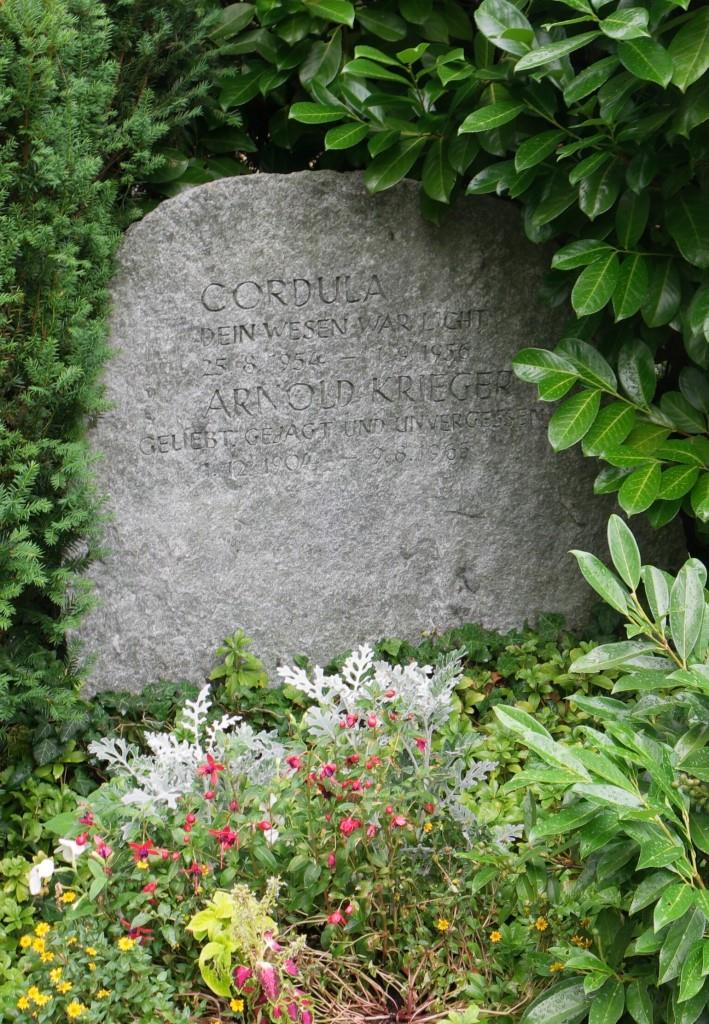
Grab des Schriftstellers, Dramatikers und Lyrikers Arnold Krieger (1904–1965) auf dem Waldfriedhof in Darmstadt.

Arnold Krieger (* 1. Dezember 1904 in Dirschau; † 9. August 1965 in Frankfurt am Main) war ein deutscher Schriftsteller, Dramatiker und Lyriker.

## Leben
Kriegers Vater Friedrich Wilhelm Krieger († 1942) war Mittelschulrektor in Stettin. Krieger wuchs in Thorn auf und studierte in Greifswald, Göttingen und Berlin Philosophie. 1925 heiratete er Charlotte Raykowski, sie hatten eine gemeinsame Tochter, Jutta Burgdorfer geb. Krieger. Nach der Trennung erfolgte die zweite Eheschließung mit Tuja Krieger. Dieser Ehe entstammen zwei Töchter: Dorothea (geb. 1951) und Felicitas (geb. 1948).
Bereits als Student erlebte Krieger große Anerkennung, als sein Erstlingswerk, das Schauspiel Opfernacht, im Stettiner Stadttheater uraufgeführt wurde. Vor 1933 unternahm er mehrere Reisen nach Afrika. In der Zeit des Nationalsozialismus erschien sein Roman Mann ohne Volk (1934), der als Vorlage für den NS-Propagandafilm Ohm Krüger (1940/41) diente.
Nach Kriegsende wurden Kriegers Schriften Mann ohne Volk (Heyne, Dresden 1939), Christian de Wet (Kiepenheuer, Berlin 1940), Der dunkle Orden (Heyne, Dresden 1940), Hendrik und Sannah (Eher, Berlin 1940), Empörung in Thorn (Eher, Berlin 1942) und Das Urteil (Heyne, Dresden 1942) in der Sowjetischen Besatzungszone auf die Liste der auszusondernden Literatur gesetzt. Auf diese Liste folgte später in der Deutschen Demokratischen Republik noch Ein Menschenherz – was weiter? (Universitas, Berlin 1935).
Krieger lebte nach 1945 zeitweilig in der Schweiz, ab 1953 in Darmstadt.  Sein bekanntestes Werk ist der Afrika-Roman Geliebt, gejagt und unvergessen (1955).  Er schrieb christlich fundierte Lyrik, z. B: Das erlösende Wort (1941), Reichtum des Armen (1958), das Drama Christian de Wet (1936) u. a.
Arnold Krieger wurde auf dem Waldfriedhof Darmstadt (Grabstelle: L 6a 25c) bestattet.

## Werke
- Opfernacht; Schauspiel 1927.
- Spielraum für Monika; Zeitroman 1934.
- Mann ohne Volk; Roman 1934 (Neuauflage unter dem Titel Hendrik und Sannah, 1957).
- Das Blut der Lysa Gora; 1934.
- Ein Menschenherz – was weiter?; Gegenwartsroman 1935.
- Fjodor und Anna; Schauspiel / Ein Dostojewski-Drama 1935 (uraufgeführt 1956 in Berlin).
- Christian de Wet; Schauspiel / Schicksal des Burengenerals 1936.
- Ninon Gruschenka; Novelle / Schicksal einer russischen Emigrantin 1938 (auch dramatisiert).
- Empörung in Thorn; ein weichseldeutscher Roman 1939.
- Der dunkle Orden; Roman 1940 (1957 unter dem Titel Der Sohn).
- Das erlösende Wort; Gedichtband 1941.
- Das Urteil; Roman 1942.
- Das schlagende Herz; Gedichtband 1944.
- Sehnsucht nach Bindung; Gedichtband 1949.
- So will es Petöfi; Roman 1942 (1950 unter dem Titel Mein Leben gehört der Liebe und 1956 unter dem Titel Sein Leben war Liebe neu erschienen).
- Die Werbung des Richters; frei nach dem Spanischen des Don Pedro Antonio de Alarcón, 1950.
- Netotschka Neswanowa; ein Dostojewski-Fragment zu Ende erzählt.
- Befreiung wunderbar; Gegenwartsroman 1951.
- Der seltsame Liebesbund; Roman 1951.
- Kraft aus Liebe; ein Appell 1951.
- Zwei zogen aus; autobiographischer Roman 1953.
- Terra Adorna; Staats- und kirchenkritischer Eheroman, 1954.
- Der Ausflug; Hörspiel 1956.
- Geliebt, gejagt und unvergessen; Afrika-Epos 1955.
- Das Haus der Versöhnung; Roman 1956.
- Der Scheidungsanwalt; Roman 1957.
- Reichtum der Armen; Gedichtband 1958.
- Das Märchenbuch von heute (für alle Kinder von 9 bis 99 Jahren); 1958.
- Hilf uns leben, Cordula; Roman 1959.
- Die dreizehn Windhunde des Herrn Dryander; Märchen 1958.
- Kleine Magna Charta (Forderung nach einem „symphonischen Zusammenschluss“ führender Geister); 1959.
- Stärker als die Übermacht (Analyse der Weltsituation); 1960.
- Unter den Nesselbäumen; Schauspiel 1963.
- Der Kuckuck und die Zerreißprobe; Roman 1963.
- Hörspiele I-XII (als Buch erschienen); 1964.
- Die Ziver; Schauspiel 1965.